# Colombe pâle
Leptotila pallida
Espèce
Statut de conservation UICN

 LC  : Préoccupation mineure
La Colombe pâle (Leptotila pallida) est une espèce d’oiseaux de la famille des Columbidae.